# Harold Howe
Harold George Howe (6 tháng 10 năm 1906 - 27 tháng 4 năm 1976) là một cầu thủ bóng đá từ Hertfordshire, Anh.
Howe là một trong những cầu thủ chuyên nghiệp đầu tiên của Hemel Hempstead. Ông bắt đầu sự nghiệp thi đấu với Apsley và kí hợp đồng chuyên nghiệp với Watford lúc 20 tuổi. Ở đỉnh cao sự nghiệp, ông thi đấu cho Queens Park Rangers và sau đó là Crystal Palace. Sau khi thi đấu ở Rochdale, ông kết thúc sự nghiệp cùng với Tunbridge Wells Rangers ở Southern League.
Sau khi giải nghệ, Howe vẫn là một người thi đấu thể thao khi chơi golf và darts. Ông trở thành người chơi darts chuyên nghiệp và vô địch lĩnh vực cá nhân giải News of the World.